# سجاد فيكاني

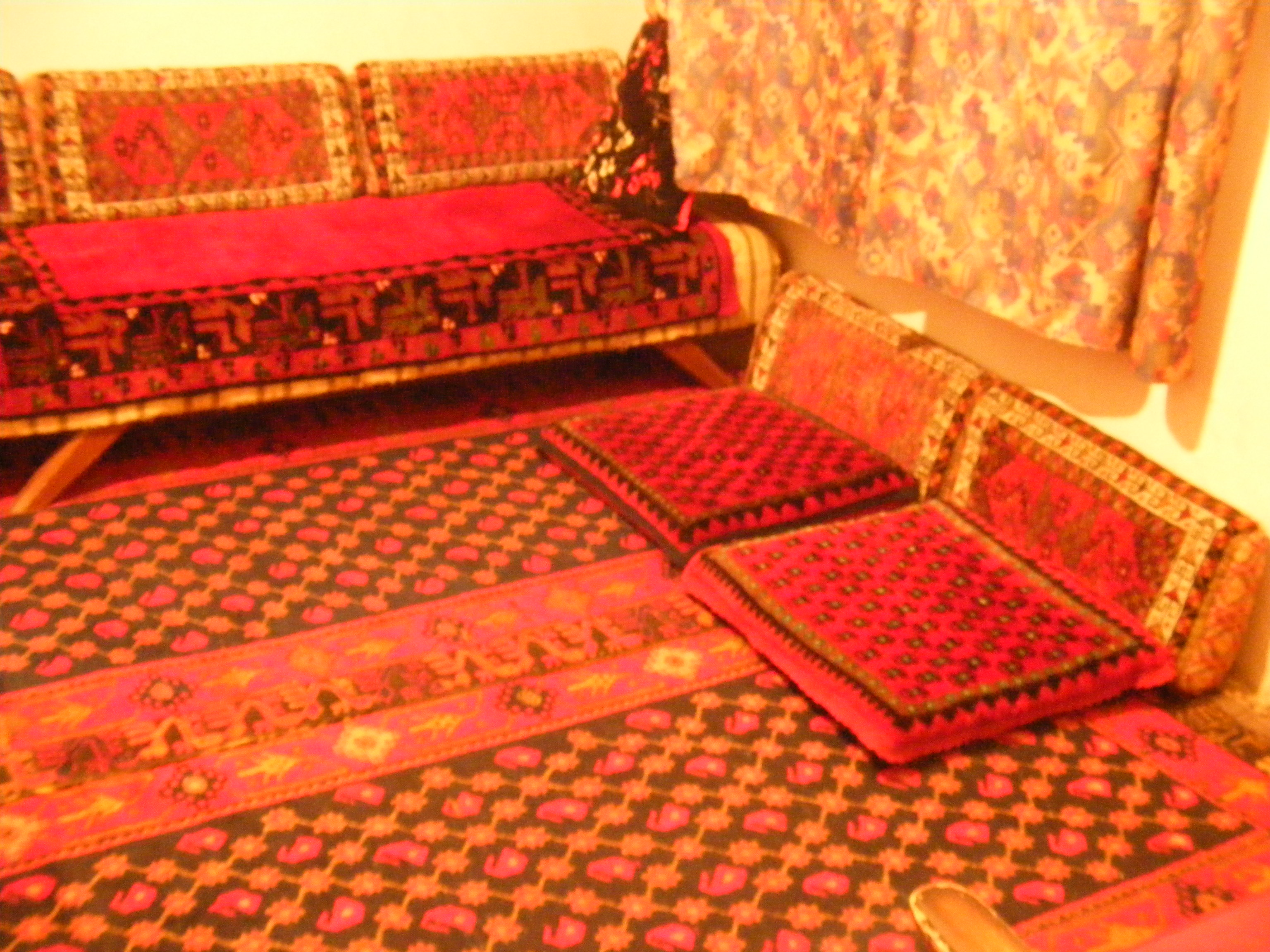
بيت مفروش بالسجاد

السّجّاد الفيكاني هو السجاد المحاك في بلدة الفيكة اللبنانيّة. اشتهرت البلدة لقرون خلت بهذه الحرفة التي شغلت معظم نسائها و أعالت عدد يسير من عائلاتها. يعرفه البعض بالإضافة بدل النعت فيسمّى سجّاد الفيكة 

## تاريخ الحرفة
تاريخ انتقال هذه الحرفة إلى البلدة البقاعيّة غير معروف. تقول الشائعة الأكثر رواجًا أن امرأة من الشمال حملت أسرار الحرفة إلى القرية عبر زواجها من أحد شبابها. المعروف أن قمة الإنتاج تقع في حوالي نهاية القرن التاسع عشر و بداية القرن العشرين. حيث شكلت الحياكة مهنة ثابتة على مدار السنة لعدد يسير من العائلات.

## الاستعمال اليومي
استعمل اللبنانيون و أبناء الفيكة خصوصًا لإضافة مذاق جميل و عملي لبيوتهم خلال فصل الشتاء، فبالإضافة لصفة الصوف، الطبيعية، العازلة للحرارة يزدان السجاد المصنوع يدويًا بأناقة و عناية تصنيع فائقتين.

### القطعة الرئيسيّة
نجد من السجاد نوعين لتغطية الأرض، الأول مربع أو شبه مربع الحجم فتستعمل قطعة واحدة منه للغرفة الواحدة، و الآخر مطاول الشكل و يعرف «بالقياس» و يسعمل عادة الواحد بجانب الآخر لتغطية المساحة المطلوبة

### الدوشك

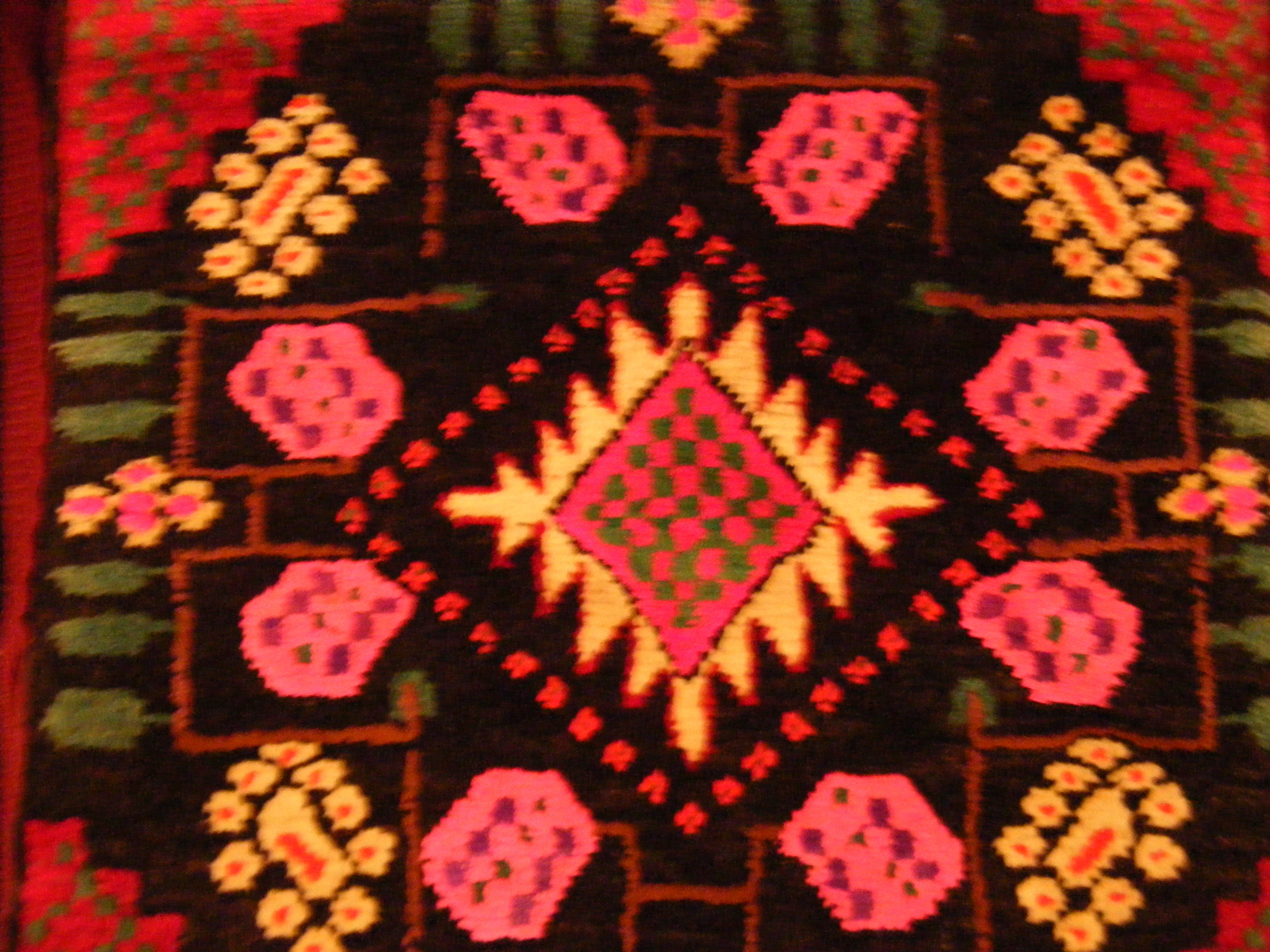
نموذج لدوشك من السجاد من بلدة الفيكة

هو قطعة من السجاد مربعة الشكل بطول ذراع تقريبًا توضع على مدار القطعة الرئيسية أسفل الحائط. تستعمل للجلوس أرضًا أو على طزر مرتفع عن الأرض في بعض الأحيان. طبعًا لا يشكل السجاد سوى وجه الدوشك أما الباقي فيحشى إسفنجًا ليعطى مزيدًا من الراحة للجالس.

### المسند

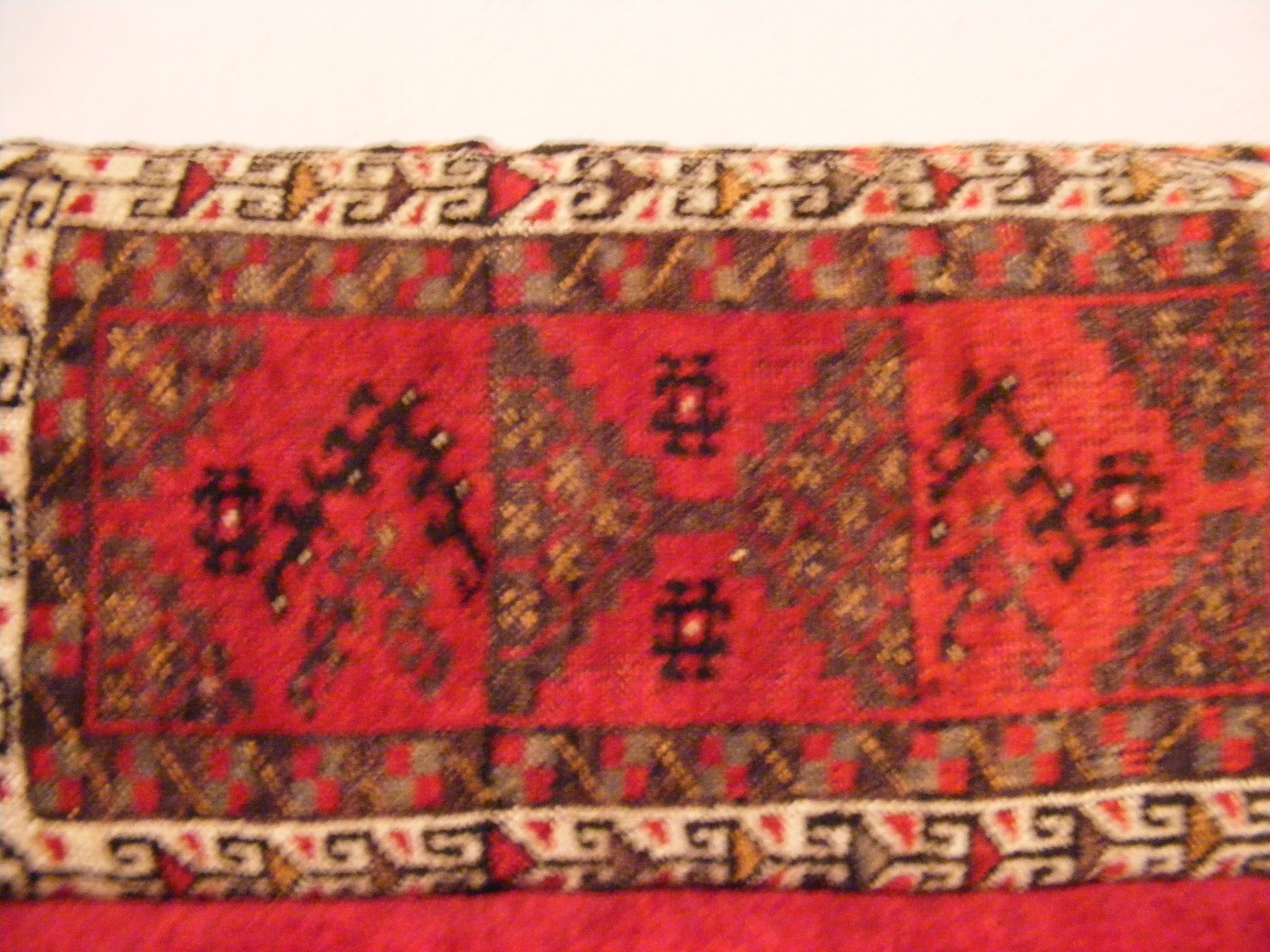
نموذج لمسند من بلدة الفيكة

قطعة مستطيلة الشكل توضع خلف الدوشك فيسند الجالس ظهره إليها.